# Partidos antisemitas en el Imperio alemán
Durante el imperio alemán hubo algunos partidos politicos de corte antisemita, es decir, cuyo mayor elemento ideológico era el antisemitismo. Solían ganar un pequeño número de distritos electorales pero siempre fueron partidos insignificantes. Se interesaban mucho por la política económica y en general la mayoría de sus votantes eran protestantes en regiones rurales como por ejemplo en el Principado de Waldeck, en la provincia prusiana de Hesse-Nassau, o en el Gran ducado de Hesse Darmstadt.
También existían otros partidos que representaban posiciones antisemitas (como el Partido Conservador Alemán desde 1892) o se manifestaron como antisemitas después de 1918. Otros partidos a veces tenían gente antisemita dentro de sí mismos, o tenían algunas opiniones antisemitas, pero tampoco se podían clasificar como partidos antisemitas.

## Descripción
Los partidos antisemitas eran exitosos en regiones diferentes y a veces colaboraban en el Reichstag. Entre 1903 hasta 1918 existió el grupo parlamentario de la Asociación Económica (Wirtschaftliche Vereinigung). Sus miembros pertenecían a los partidos antisemitas pero también había políticos que no pertenecían a ningún partido político.
Existieron los siguientes partidos antisemitas:
- Partido Social Alemán (Deutschsoziale Partei), fundado en 1889.
- Partido Reformista Alemán (Deutsche Reformpartei), fundado en 1890 (hasta 1893 se llamó Partido Popular Antisemita).
- Partido Social Reformista Alemán (Deutschsoziale Reformpartei), 1894-1900 fue una unión de los partidos anteriores.
- Partido Social Cristiano (Christlich-soziale Partei), fundado en 1878.

Hannah Arendt escribió lo siguiente sobre esos partidos:
Lo que les preocupaba no era una reorganización revolucionaria de la sociedad, sino la destrucción de la estructura política por un partido, no, o al menos no exclusivamente, la eliminación de los judíos, sino el «instrumento del antisemitismo» para la eliminación del Estado encarnado en el Estado-nación.